# Petrus cathedraticus
Petrus Cathedraticus, Festum Cathedrae Petri eller Den helige aposteln Petrus biskopsstol är benämningar från olika tider på en kyrklig festdag den 22 februari till minne av hur aposteln Petrus enligt traditionen installerades som biskop, det vill säga hans uppträde på biskopsstol (latin cathedra).
Som kyrklig festdag avskaffades den i Svenska kyrkan 1571. I äldre tiders svenska almanacka fram till 1900 fanns den med och kallades Cathedra Petri eller Petrus cathedraticus, vilket i almanackor förkortades Petr. Cath. I svensk folkmun brukade denna dag därför kallas Petter Katt, eller Per i stolen. I södra Sverige ansågs dagen vara årets första vårdag, eftersom vattentemperaturen då hade stigit så mycket att det inte längre var säkert att röra sig på isen. Härav kom sannolikt uttrycket "Petter Katt hade kastat en het sten i sjön".
Den biskopsstol som moderna katoliker förknippar denna dag är primärt Roms stifts, med Petrus som den förste biskopen av Rom och därmed den förste påven. Festdagen har dock en äldre historia, och är en hopslagning av två olika högtidsdagar. Från 700-talet eller 800-talet började man fira Petrus tillträde som biskop i Antiokia den 22 februari, och hans uppstigande på biskopsstolen i Rom den 18 januari. Sedan 1962 firas båda biskopsstolarna den 22 februari. De så kallade traditionella katoliker som firar mässa enligt kyrkoordningen före 1962, i enlighet påve Benedikt XVI:s motu proprio 2007 Summorum Pontificum, firar dock fortfarande dagarna separat: biskopsstolen i Rom 18 januari och den i Antiokia 22 februari.